# جيم دفريوإكس
جيم دفريوإكس (بالإنجليزية: Jim Devereux)‏ هو لاعب اتحاد الرغبي أسترالي، (ولد في تنترفيلد (أستراليا) في أستراليا 1885 – 1934 م).